# Кронин, Нед
Эдмунд Джон Кронин (10 июля 1897, Шарлевиль, Британская Ирландия — 1946, Ньютауншандрум, Ирландия) — ирландский офицер, старший председатель Фине Гэл, один из лидеров движения «Синих рубашек».

## Ранняя жизнь
Родился 10 июля 1897 года в Шарлевиле, графстве Крок. Был шестым ребёнком в семье фермера Джона Кронина и его жены Джоанн.

## Карьера

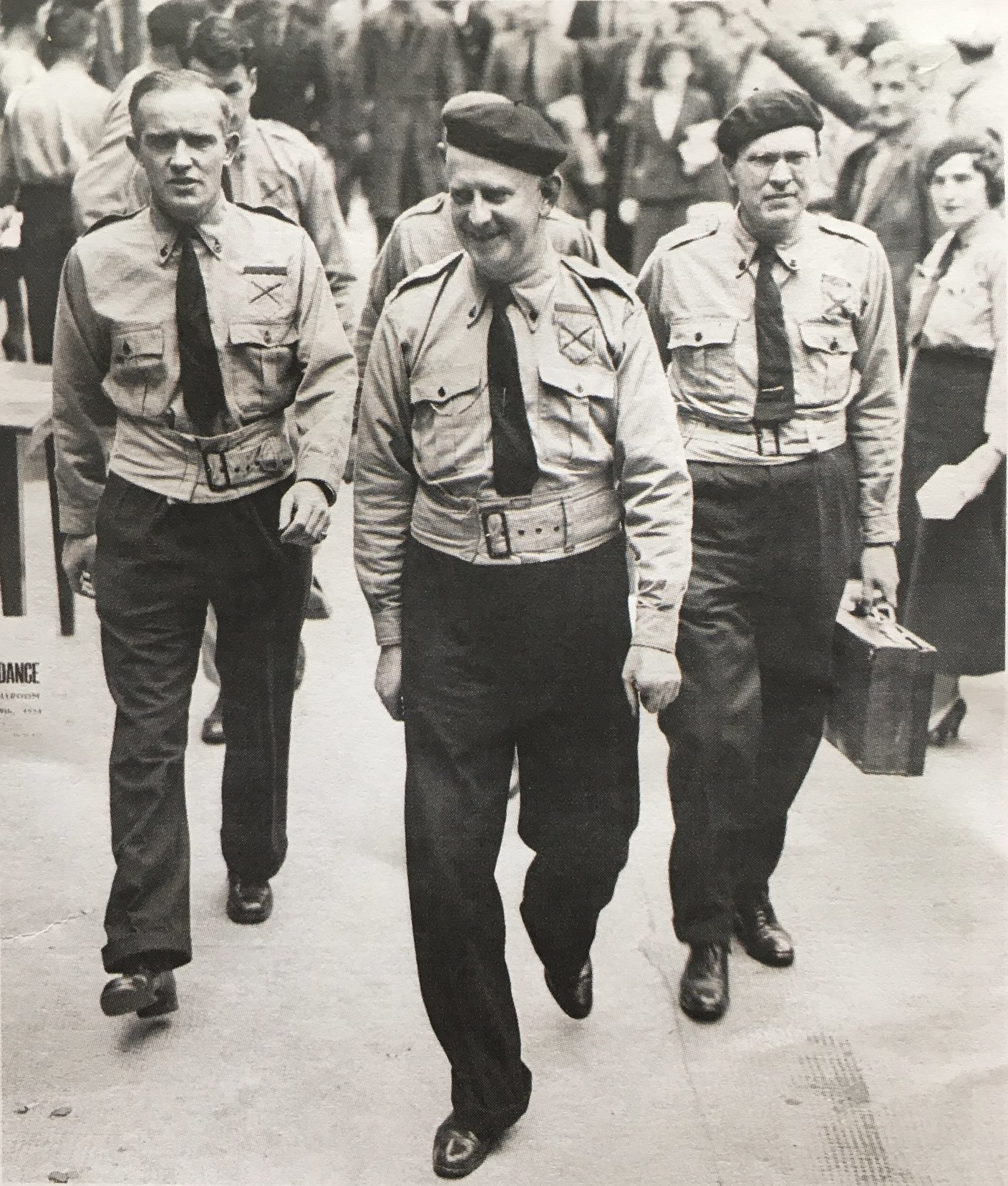
Нед Кронин (слева) со своими коллегами по ACA: Оуэном О'Даффи (по середине) и Эрнест Блайт (справа). 1934 год

Кронин участвовал в Войне за независимость Ирландии. В 1921 году поддержал англо-ирландский договор и вступил в Национальную армию Свободного государства, был назначен комендантом. Во время Гражданской войны был вынужден сдаться ИРА.
9 февраля 1932 года вместе с другими ветеранами гражданской войны, а также прочими единомышленниками, создал Ассоциацию Армейских Товарищей (ACA), более известную как  Синерубашечники. Под руководством Кронина Синерубашечники дежурили на собраниях Куман на Гейл, защищая их от частых в то время нападений ИРА. Именно Кронин предложил им надеть ставшую культовой синюю форму, чтобы они могли узнавать друг друга во время беспорядков.
Уже 21 августа 1933 года деятельность организации Кронина была запрещена, однако он продолжал весьма открыто быть её членом. В декабре того же года он был арестован после выступления в Бандоране и заключён под стражу на 3 месяца за участие в незаконной организации и подстрекательстве к мятежу.
После слияния Куман на Гейл, Национальной центристской партии и Национальной гвардии была образована новая партия — Фине Гэл, Синерубашечники стали её молодёжным крылом, а Нед Кронин стал вице-президентом партии совместно с  Уильямом Косгрейвом и Джеймсом Диллоном. 
В октябре 1936 года Фине Гэл проголосовала за приостановку деятельности «Синих рубашек» на неопределенный срок, фактически запретив их деятельность. После запрета организации мигрировал в Великобританию, где работал печатником. В 1948 году Джон Костелло, только ставший премьер-министром Ирландии, пригласил Неда Кронина на должность советника правительства, однако тот умер — по одним сведениям, в пути, по другим — спустя несколько дней после прибытия.